# Mychajlo Kocjubynskyj
Mychajlo Mychajlovyč Kocjubynskyj (ukrajinsky Михайло Михайлович Коцюбинський, 17. září 1864 Vinnycja – 25. dubna 1913 Černihiv) byl ukrajinský spisovatel a veřejný činitel.

## Život
Byl synem úředníka, studoval kněžský seminář v Kamenci Podolském, z něhož byl vyloučen kvůli svým aktivitám v organizaci Narodnaja volja. Byl učitelem, novinovým redaktorem a od roku 1898 pracoval jako statistik na zemském úřadě v Černihivě. Byl také členem komise pro boj s révokazem a působil ve vlastivědné společnosti Prosvita. Trpěl astmatem a tuberkulózou, léčil se na Capri, v roce 1911 odešel ze zaměstnání a žil z podpory vyplácené Nadací ukrajinské vědy a umění. Zemřel roku 1913 ve věku 48 let.
S manželkou Virou měl čtyři děti. Jeho syn Jurij Kocjubynskyj i zeť Vitalij Primakov byli bolševickými aktivisty a oba byli popraveni během Velké čistky.

## Dílo
Jeho raná tvorba byla ovlivněna realismem, toto období vyvrcholilo knihou Fata morgana. Události revoluce ho inspirovaly k novelám On jde a Persona grata. Později se zaměřil na impresionistické a neoromantické texty s výraznou psychologickou introspekcí. Pod vlivem pobytu v karpatské vesnici Kryvorivňa vzniklo jeho nejznámější dílo Stíny zapomenutých předků, v němž baladický příběh lásky mezi potomky znesvářených rodů spojil s popisem archaického způsobu života místních Huculů i lyrickými popisy horské krajiny.
Stíny zapomenutých předků zfilmoval v roce 1965 Sergej Paradžanov. Režisér Timofej Levčuk natočil v roce 1970 životopisný film Rodina Kocjubynských. Kocjubynského životu jsou zasvěcena muzea v jeho rodném domě ve Vinnycji i v domech v Simeizu a Černihivu, kde pobýval. Byly po něm pojmenovány vesnice Kocjubynskoje a Mychajlo-Kocjubynskoje a Kocjubynského ulice v centru Kyjeva. Od roku 1981 je udělována Celoukrajinská literární cena Mychajla Kocjubynského.

## Knihy v češtině
- Z hlubin duše, E. Šolc, Telč 1910
- Sen. Na skalnatém pobřeží, Bedřich Bělohlávek, Praha 1927
- Fata morgana, Svoboda, Praha 1949
- Povídky, Svoboda, Praha 1951
- Dárek k svátku a jiné povídky, Mladá fronta, Praha 1964
- Stíny zapomenutých předků, Vyšehrad, Praha 1988